# Megalodes prolixa
Megalodes prolixa är en fjärilsart som beskrevs av Max Wilhelm Karl Draudt 1933. Megalodes prolixa ingår i släktet Megalodes och familjen nattflyn. Inga underarter finns listade i Catalogue of Life.